# 萬普山 (潘帕羅馬斯-基略)
9°14′35″S 77°59′56″W / 9.24306°S 77.99889°W
萬普山（Huampo），是秘魯的山峰，位於該國北部安卡什大區，由潘帕羅馬斯區和基略區負責管轄，屬於內格拉山脈的一部分，海拔高度4,000米。